# Walton (Familienname)
Walton – auch Wallton geschrieben – ist ursprünglich ein ortsbezogener englischer Familienname, der aus den altenglischen Wörtern wald (später zu englisch wood und zu deutsch Wald), wall (zu deutsch Wand oder Mauer) oder wælla (zu deutsch Welle; zu englisch stream [deutsch Strom] oder englisch spring [deutsch Quelle oder (Ur-)Sprung]) und ton (siehe auch -ton) gebildet wurde.

## Namensträger

### A
- Adam Walton (* 1999), australischer Tennisspieler
- Agustín Iriarte Walton (* 1958), chilenischer Mammaloge und Sachbuchautor
- Alice Walton (* 1949), Tochter von Sam Walton (Wal-Mart)
- Ama Walton (* 1970), deutsche Rechtsanwältin und Schauspielerin
- Anna Walton (* 1980), britische Schauspielerin
- Araba Walton (* 1975), deutsche Schauspielerin und Sängerin

### B
- Bill Walton (1952–2024), US-amerikanischer Basketballspieler
- Brent Walton (* 1983), kanadischer Eishockeyspieler
- Brian Walton (Theologe) (um 1600–1661), britischer Theologe, Orientalist, Herausgeber und Bischof von Chester
- Brian Walton (Musiker) (* 1964), US-amerikanischer Musiker
- Brian Walton (Radsportler) (* 1965), kanadischer Radsportler
- Bryce Walton (1918–1988), US-amerikanischer Schriftsteller

### C
- Caz Walton (* 1947), britische Rollstuhlathletin
- Cedar Walton (1934–2013), US-amerikanischer Jazzpianist
- Charles W. Walton (1819–1900), US-amerikanischer Politiker
- Chris Walton (* 1963), britischer Musikhistoriker
- Christy Walton (* 1949), US-amerikanische Unternehmerin
- Cora Walton, bekannt als Koko Taylor (1928–2009), US-amerikanische Blues-Sängerin
- Craig Walton (* 1975), australischer Triathlet

### D
- Danny Walton (* 1947), US-amerikanischer Baseballspieler
- David Walton (Wirtschaftswissenschaftler) (1963–2006), britischer Wirtschaftswissenschaftler
- David Walton (Schriftsteller) (* 1975), US-amerikanischer Science-Fiction-Autor
- David Walton (Schauspieler) (* 1978), US-amerikanischer Schauspieler
- Dan Walton (* 1938), südafrikanischer Rugby-Union-Spieler
- Donald Walton (* 1939), südafrikanischer Rugby-Union-Spieler
- Dorothy Walton (1909–1981), kanadische Badmintonspielerin
- Douglas Walton (1942–2020), kanadischer Argumentationstheoretiker
- Douglas Walton (Schauspieler) (1910–1961), US-amerikanischer Schauspieler

### E
- Edward Arthur Walton (1860–1922), schottischer Maler
- Eliakim Persons Walton (1812–1890), US-amerikanischer Politiker
- Emily Walton (* 1984), britische Schriftstellerin
- Emma Walton (* 1962), britische Schauspielerin und Autorin
- Ernest Walton (1903–1995), irischer Physiker und Nobelpreisträger
- Evangeline Walton (1907–1996), US-amerikanische Schriftstellerin

### F
- Frank Walton (1944–2024), US-amerikanischer Jazzmusiker
- Frederick Walton (1833–1928), englischer Chemiker und Erfinder des Linoleums

### G
- Genneya Walton (* 1999), US-amerikanische Schauspielerin
- George Walton (Admiral) (1664/65–1739), britischer Admiral
- George Walton (Politiker) (1741–1804), US-amerikanischer Politiker, Gouverneur von Georgia
- George L. Walton (vor 1864–nach 1884), US-amerikanischer Politiker, Vizegouverneur von Louisiana
- Graeme Walton (* 1982), britisch-irischer Eishockeyspieler

### H
- Harriet J. Walton (* 1933), amerikanische Mathematikerin und Hochschullehrerin
- Helen Robson Walton (1919–2007), Ehefrau von Sam Walton (Wal-Mart)

### I
- India Walton (* 1982), US-amerikanische Aktivistin und Politikerin
- Izaak Walton (1593–1683), englischer Schriftsteller

### J
- Jack Walton (Basketballspieler) (Jack D. Walton; 1926–1952), US-amerikanischer Basketballspieler
- Jack Walton (Fußballspieler) (Jack James Walton; * 1998), englischer Fußballspieler
- Jack C. Walton (John Callaway Dalton; 1881–1949), US-amerikanischer Politiker (Demokratische Partei)
- Javon Walton (* 2006), US-amerikanischer Kinderdarsteller
- Jerome Walton (* 1965), US-amerikanischer Baseballspieler
- Jess Walton (* 1949), US-amerikanische Schauspielerin
- Jim Walton (* 1948), jüngster Sohn von Walmart-Gründer Sam Walton
- Jo Walton (* 1964), walisisch-kanadische Fantasy- und Science-Fiction-Autorin
- John Walton (Politiker) (1738–1783), US-amerikanischer Politiker (Kontinentalkongress)
- John Walton (Paläobotaniker) (1895–1971), britischer Paläobotaniker
- John Walton, Baron Walton of Detchant (1922–2016), britischer Neurologe und Politiker
- John Walton (Fußballspieler) (1928–1979), englischer Fußballspieler
- John Walton (Schauspieler) (* 1953), australischer Schauspieler
- John Walton (Dartspieler) (* 1961), englischer Dartspieler
- John T. Walton (1946–2005), US-amerikanischer Unternehmer
- Jonathan Walton (* 1990), britischer Ruderer

### L
- Leslie Bannister Walton (1895–1960), britischer Romanist und Hispanist
- Luke Walton (* 1980), US-amerikanischer Basketballspieler und -trainer

### M
- Marcello Walton, britisch-italienischer Theater- und Filmschauspieler sowie Stuntman
- Matthew Walton (um 1750–1819), US-amerikanischer Politiker
- Mercy Dee Walton (1915–1962), US-amerikanischer Jump-Blues-Pianist, Sänger und Songwriter
- Mike Walton (* 1945), kanadischer Eishockeyspieler
- Minnie Walton (1852–1879), australisch-amerikanische Sängerin und Schauspielerin

### N
- Nancy Bird-Walton (1915–2009), australische Flugpionierin
- Nancy Walton (* 1951), US-amerikanische Unternehmerin und Philanthropin

### P
- Peggy Walton-Walker (* 1943 als Peggy Jean Walton), US-amerikanische Schauspielerin
- Peter Walton (* 1969), schottischer Rugbyspieler

### R
- Rachel Mellon Walton (1899–2006), US-amerikanische Philanthropin
- Raoul Walton (* 1959), US-amerikanischer Musiker (Bassist)
- Rebekah Walton (* 1999), britische Speerwerferin
- Robert C. Walton (1932–2000), US-amerikanischer evangelischer Theologe und Kirchenhistoriker

### S
- S. Robson Walton (* 1944), Sohn von Sam Walton (Wal-Mart)
- Sally Walton (* 1981), britische Hockeyspielerin
- Sam Walton (1918–1992), US-amerikanischer Unternehmer (Wal-Mart)
- Scott Walton (* um 1960), US-amerikanischer Jazzmusiker
- Simon of Walton († 1266), Bischof von Norwich

### T
- Tasma Walton (* 1973), australische Filmschauspielerin
- Tony Walton (1934–2022), britischer Artdirector, Kostüm- und Szenenbildner
- Travis Walton (* 1953), US-amerikanischer Buchautor

### W
- William Walton (1902–1983), englischer Komponist
- William Bell Walton (1871–1939), US-amerikanischer Politiker